# Yuuki Super Ball!
Singles de THE Possible
Otome! Be Ambitious!
(2013)
Yuuki Super Ball! (勇気スーパーボール！) est le 17e single et 9e single "major" du groupe de J-pop THE Possible.

## Présentation
Le single sort le 26 mars 2014 au Japon sous le label Victor Entertainment, produit par Tsunku. Il arrive 5e à l'Oricon et reste classé une semaine pour un total de 25 790 exemplaires vendus. Il sort également en cinq éditions limitées notées de A à E.

## Liste des titres
Édition régulière
1. Yuuki Super Ball! (勇気スーパーボール！?)
2. Do Me! Do!
3. Yuuki Super Ball! (Original Karaoke) (勇気スーパーボール！（オリジナルカラオケ）?)
4. Do Me! Do! (Original Karaoke)

Édition limitée A
1. Yuuki Super Ball! (勇気スーパーボール！?)
2. Jinsei wa Party! da! (人生はパーリィー!だぁー!?)
3. Yuuki Super Ball! (Original Karaoke) (勇気スーパーボール！（オリジナルカラオケ）?)
4. Jinsei wa Party! da! (Original Karaoke) (人生はパーリィー!だぁー!（オリジナルカラオケ）?)
5. Jinsei wa Party! da! (Live) (人生はパーリィー!だぁー!?)

Édition limitée B
1. Yuuki Super Ball! (勇気スーパーボール！?)
2. Shiawase no Tenbin (幸せの天秤?)
3. Yuuki Super Ball! (Original Karaoke) (勇気スーパーボール！（オリジナルカラオケ）?)
4. Shiawase no Tenbin (Original Karaoke) (幸せの天秤（オリジナルカラオケ）?)
5. Shiawase no Tenbin (Live) (幸せの天秤?)

Édition limitée C
1. Yuuki Super Ball! (勇気スーパーボール！?)
2. Nasty!
3. Yuuki Super Ball! (Original Karaoke) (勇気スーパーボール！（オリジナルカラオケ）?)
4. Nasty! (Original Karaoke)
5. Nasty! (Live)

Édition limitée D
1. Yuuki Super Ball! (勇気スーパーボール！?)
2. Zenryoku de Aishite nee...! (全力で愛してねッ…!?)
3. Yuuki Super Ball! (Original Karaoke) (勇気スーパーボール！（オリジナルカラオケ）?)
4. Zenryoku de Aishite nee...! (Original Karaoke) (全力で愛してねッ…!（オリジナルカラオケ）?)
5. Zenryoku de Aishite nee...! (Live) (全力で愛してねッ…!?)

Édition limitée E
1. Yuuki Super Ball! (勇気スーパーボール！?)
2. Yuuki Super Ball! (Live) (勇気スーパーボール！?)
3. Do Me! Do! (Live)